# Кріссі Скерфілд
Кріссу Скерфілд (англ. Krissy Scurfield) — канадська регбістка, олімпійська медалістка. 
Срібну олімпійську медаль Скерфілд виборола на Паризькій олімпіаді 2024 року
в складі збірної Канади з регбі-7. У групових матчах вона зазнала травми, яка змусила її пропустити решту ігор.